# Agustín Moreira
Agustín Moreira Hudson (n. 1959) es un sacerdote jesuita chileno. Entre 2000 y 2011 fue capellán general del Hogar de Cristo. 

## Biografía
Nació en 1959, hijo de Carlos Moreira y Lilian Hudson, siendo el segundo de cinco hermanos. Proveniente de una familia profundamente religiosa, es sobrino nieto del cardenal Raúl Silva Henríquez (por parte de su abuela materna Clementina), además de tener un tío paterno sacerdote jesuita.
Estudió en el Colegio San Ignacio de El Bosque, perteneciente a la Compañía de Jesús, y más tarde entró a la carrera de agronomía en la Pontificia Universidad Católica de Chile. En 1987 ingresó a la orden jesuita.
En 1996 viajó a Madrid, España, para cursar una Licenciatura en Teología moral y un Master en Bioética en la Universidad Pontificia Comillas. Fue ordenado sacerdote en 1998, celebrando su primera misa el 5 de septiembre de ese año.
El 31 de julio de 2000 asumió como capellán general del Hogar de Cristo, sucediendo a Renato Poblete. Estuvo en el cargo hasta 2011. En julio de 2015 asumió como administrador provincial de la Compañía de Jesús en Chile.
Actualmente es Ecónomo Asistente en la Curia General de la Compañía de Jesús en Roma.